# Креншо (округ, Алабама)
Шаблон:StateAbbr_ 31°43′41″ пн. ш. 86°18′36″ зх. д. / 31.728055555556° пн. ш. 86.31° зх. д.
 Креншо (англ. Crenshaw County) — округ (графство) у штаті Алабама. Ідентифікатор округу 01041.

## Історія
Округ утворений 1866 року.

## Демографія
За даними перепису
2000 року
загальне населення округу становило 13665 осіб, усе сільське.
Серед мешканців округу чоловіків було 6464, а жінок — 7201. В окрузі було 5577 домогосподарств, 3891 родин, які мешкали в 6644 будинках.
Середній розмір родини становив 2,96.
Віковий розподіл населення поданий у таблиці:
| Стать    | До 15 років | 15-21 | 22-29 | 30-39 | 40-49 | 50-65 | 65-85 | Понад 85 |
| -------- | ----------- | ----- | ----- | ----- | ----- | ----- | ----- | -------- |
| Чоловіки | 1455        | 641   | 617   | 807   | 944   | 1085  | 825   | 90       |
| Жінки    | 1304        | 627   | 662   | 954   | 987   | 1244  | 1202  | 221      |

За даними перепису населення 2010 року населення округу становило 13 906 особи. Приріст населення за 10 років склав 2 %.

## Суміжні округи
- Монтгомері — північ
- Пайк — схід
- Коффі — південний схід
- Ковінгтон — південь
- Батлер — захід
- Лаундс — північний захід

## Виноски
1. ↑  U.S. Decennial Census. United States Census Bureau. Архів оригіналу за 26 квітня 2015. Процитовано 22 серпня 2015.
2. ↑  Historical Census Browser. University of Virginia Library. Архів оригіналу за 11 серпня 2012. Процитовано 22 серпня 2015.
3. ↑  Forstall, Richard L., ред. (24 березня 1995). Population of Counties by Decennial Census: 1900 to 1990. United States Census Bureau. Архів оригіналу за 24 вересня 2015. Процитовано 22 серпня 2015.
4. ↑  Census 2000 PHC-T-4. Ranking Tables for Counties: 1990 and 2000 (PDF). United States Census Bureau. 2 квітня 2001. Архів оригіналу (PDF) за 18 грудня 2014. Процитовано 22 серпня 2015.
5. ↑  State & County QuickFacts. United States Census Bureau. Архів оригіналу за 17 травня 2014. Процитовано 16 травня 2014.(англ.) Наведено за англійською вікіпедією.
6. ↑  American FactFinder. Бюро перепису населення США. Архів оригіналу за 29 липня 2011. Процитовано 31 січня 2008.
7. ↑  Креншо на сайті «Open-Public-Records». Архів оригіналу за 15 квітня 2012. Процитовано 23 квітня 2012. Креншо на сайті «Open-Public-Records» (англ.)

| США | Це незавершена стаття з географії США. Ви можете допомогти проєкту, виправивши або дописавши її. |